# Atarba
Atarba is een geslacht van tweevleugeligen uit de familie steltmuggen (Limoniidae). De soorten komen voor in het Neotropisch gebied.

## Soorten

### OndergeslachtAtarba
- A. (Atarba) almeidai (Alexander, 1946)
- A. (Atarba) amabilis (Alexander, 1928)
- A. (Atarba) angustipennis (Alexander, 1928)
- A. (Atarba) anthracina (Alexander, 1937)
- A. (Atarba) apache (Alexander, 1949)
- A. (Atarba) aperta (Alexander, 1926)
- A. (Atarba) apicispinosa (Alexander, 1934)
- A. (Atarba) bellamyi (Alexander, 1950)
- A. (Atarba) bifilosa (Alexander, 1948)
- A. (Atarba) bifurcula (Alexander, 1931)
- A. (Atarba) bipendula (Alexander, 1966)
- A. (Atarba) biproducta (Alexander, 1966)
- A. (Atarba) boliviana (Alexander, 1930)
- A. (Atarba) brevicornis (Alexander, 1929)
- A. (Atarba) brevissima (Alexander, 1944)
- A. (Atarba) brunneicornis (Alexander, 1916)
- A. (Atarba) bulbifera (Alexander, 1943)
- A. (Atarba) capensis (Alexander, 1917)
- A. (Atarba) cincticornis (Alexander, 1916)
- A. (Atarba) circe (Alexander, 1946)
- A. (Atarba) columbiana (Alexander, 1913)
- A. (Atarba) cucullata (Alexander, 1946)
- A. (Atarba) dasycera (Alexander, 1948)
- A. (Atarba) diacantha (Alexander, 1945)
- A. (Atarba) dilatistyla (Alexander, 1966)
- A. (Atarba) dinematophora (Alexander, 1943)
- A. (Atarba) distispina (Alexander, 1969)
- A. (Atarba) fiebrigi (Alexander, 1922)
- A. (Atarba) fieldiana (Alexander, 1969)
- A. (Atarba) filicornis (Alexander, 1922)
- A. (Atarba) forticornis (Alexander, 1947)
- A. (Atarba) fuscoapicalis (Alexander, 1944)
- A. (Atarba) heteracantha (Alexander, 1943)
- A. (Atarba) hirticornis (Alexander, 1943)
- A. (Atarba) idonea (Alexander, 1939)
- A. (Atarba) incisurata (Alexander, 1938)
- A. (Atarba) laddeyana (Alexander, 1944)
- A. (Atarba) laterospina (Alexander, 1962)
- A. (Atarba) longitergata (Alexander, 1945)
- A. (Atarba) lyriformis (Alexander, 1966)
- A. (Atarba) macracantha (Alexander, 1943)
- A. (Atarba) margarita (Alexander, 1979)
- A. (Atarba) megaphallus (Alexander, 1921)
- A. (Atarba) melanomera (Alexander, 1943)
- A. (Atarba) merita (Alexander, 1938)
- A. (Atarba) mexicana (Alexander, 1926)
- A. (Atarba) microphallus (Alexander, 1944)
- A. (Atarba) multiarmata (Alexander, 1943)
- A. (Atarba) nodulosa (Alexander, 1939)
- A. (Atarba) pallidapex (Alexander, 1943)
- A. (Atarba) panamensis (Alexander, 1969)
- A. (Atarba) perincisa (Alexander, 1948)
- A. (Atarba) picticornis (Osten Sacken, 1869)
- A. (Atarba) procericornis (Alexander, 1944)
- A. (Atarba) punctiscuta (Alexander, 1922)
- A. (Atarba) pustulata (Alexander, 1969)
- A. (Atarba) quasimodo (Alexander, 1950)
- A. (Atarba) religiosa (Alexander, 1946)
- A. (Atarba) restricta (Alexander, 1943)
- A. (Atarba) scabrosa (Alexander, 1944)
- A. (Atarba) scutata (Alexander, 1939)
- A. (Atarba) serena (Alexander, 1969)
- A. (Atarba) setilobata (Alexander, 1964)
- A. (Atarba) sigmoidea (Alexander, 1979)
- A. (Atarba) stigmosa (Alexander, 1930)
- A. (Atarba) stuckenbergi (Alexander, 1960)
- A. (Atarba) subdentata (Alexander, 1952)
- A. (Atarba) subpatens (Alexander, 1969)
- A. (Atarba) tatei (Alexander, 1929)
- A. (Atarba) tetracantha (Alexander, 1945)
- A. (Atarba) tuberculifera (Alexander, 1943)
- A. (Atarba) tungurahuensis (Alexander, 1946)
- A. (Atarba) unilateralis (Alexander, 1931)
- A. (Atarba) varicornis (Alexander, 1913)
- A. (Atarba) variispina (Alexander, 1938)
- A. (Atarba) viridicolor (Alexander, 1922)
- A. (Atarba) werneri (Alexander, 1949)

### OndergeslachtAtarbodes
- A. (Atarbodes) apoensis (Alexander, 1932)
- A. (Atarbodes) argentata (Edwards, 1928)
- A. (Atarbodes) bilobula (Alexander, 1969)
- A. (Atarbodes) bipunctulata (Alexander, 1932)
- A. (Atarbodes) bismila (Alexander, 1969)
- A. (Atarbodes) crassispina (Alexander, 1972)
- A. (Atarbodes) decincta (Alexander, 1969)
- A. (Atarbodes) dicera (Alexander, 1969)
- A. (Atarbodes) dolichophallus (Alexander, 1960)
- A. (Atarbodes) fasciata (Edwards, 1926)
- A. (Atarbodes) flava (Brunetti, 1912)
- A. (Atarbodes) fuscicornis (Edwards, 1916)
- A. (Atarbodes) hemimelas (Alexander, 1960)
- A. (Atarbodes) infuscata (Edwards, 1928)
- A. (Atarbodes) intermedia (Alexander, 1956)
- A. (Atarbodes) issikiana (Alexander, 1930)
- A. (Atarbodes) javanica (Alexander, 1915)
- A. (Atarbodes) jeanneli (Riedel, 1914)
- A. (Atarbodes) leptophallus (Alexander, 1964)
- A. (Atarbodes) leptoxantha (Alexander, 1928)
- A. (Atarbodes) limbata (Edwards, 1933)
- A. (Atarbodes) marginata (Edwards, 1928)
- A. (Atarbodes) minuticornis (Alexander, 1930)
- A. (Atarbodes) pallidicornis (Edwards, 1916)
- A. (Atarbodes) rhodesiae (Alexander, 1948)
- A. (Atarbodes) sikkimensis (Alexander, 1969)
- A. (Atarbodes) tergata (Alexander, 1958)
- A. (Atarbodes) tergatoides (Alexander, 1965)
- A. (Atarbodes) trimelania (Alexander, 1963)

### OndergeslachtIschnothrix
- A. (Ischnothrix) aetherea (Bigot, 1888)
- A. (Ischnothrix) aprica (Alexander, 1962)
- A. (Ischnothrix) argentinicola (Alexander, 1921)
- A. (Ischnothrix) augusta (Theischinger, 1994)
- A. (Ischnothrix) australasiae (Skuse, 1890)
- A. (Ischnothrix) berthae (Alexander, 1948)
- A. (Ischnothrix) bickeli (Theischinger, 1996)
- A. (Ischnothrix) brevilyra (Alexander, 1966)
- A. (Ischnothrix) brevisector (Alexander, 1935)
- A. (Ischnothrix) capitella (Alexander, 1946)
- A. (Ischnothrix) confluenta (Alexander, 1924)
- A. (Ischnothrix) connexa (Alexander, 1923)
- A. (Ischnothrix) delicatula (Philippi, 1866)
- A. (Ischnothrix) digitifera (Alexander, 1946)
- A. (Ischnothrix) eluta (Edwards, 1923)
- A. (Ischnothrix) fidelis (Alexander, 1929)
- A. (Ischnothrix) geminata (Alexander, 1943)
- A. (Ischnothrix) generosa (Alexander, 1922)
- A. (Ischnothrix) grampiana (Alexander, 1931)
- A. (Ischnothrix) helenae (Alexander, 1948)
- A. (Ischnothrix) ignithorax (Alexander, 1929)
- A. (Ischnothrix) integra (Alexander, 1980)
- A. (Ischnothrix) integriloba (Alexander, 1943)
- A. (Ischnothrix) iyouta (Theischinger, 1994)
- A. (Ischnothrix) lawsonensis (Skuse, 1890)
- A. (Ischnothrix) lloydi (Alexander, 1913)
- A. (Ischnothrix) mathewsi (Alexander, 1931)
- A. (Ischnothrix) melanolyra (Alexander, 1980)
- A. (Ischnothrix) mesocera (Alexander, 1929)
- A. (Ischnothrix) millaamillaa (Theischinger, 1994)
- A. (Ischnothrix) obtusiloba (Alexander, 1944)
- A. (Ischnothrix) patens (Alexander, 1940)
- A. (Ischnothrix) picturata (Alexander, 1929)
- A. (Ischnothrix) polyspila (Alexander, 1971)
- A. (Ischnothrix) rectangularis (Alexander, 1955)
- A. (Ischnothrix) scutellata (Alexander, 1929)
- A. (Ischnothrix) seticornis (Alexander, 1946)
- A. (Ischnothrix) spinituber (Alexander, 1950)
- A. (Ischnothrix) subaequalis (Alexander, 1979)
- A. (Ischnothrix) supplicata (Alexander, 1943)
- A. (Ischnothrix) tenuissima (Alexander, 1929)
- A. (Ischnothrix) thowla (Theischinger, 1994)
- A. (Ischnothrix) verticalis (Alexander, 1929)
- A. (Ischnothrix) voracis (Alexander, 1948)
- A. (Ischnothrix) waylehmina (Theischinger, 1994)
- A. (Ischnothrix) williamsi (Theischinger, 1994)